# 清乃
清乃（きよの、1985年3月15日 - ）は、神奈川県出身の女性モデル。ウィザード・ファクトリー所属。

## 来歴
- 高校生時代から本名の「石川清乃」名義でグラビアを中心に活動。
- 2003年、ホリ・エージェンシー主催の「第1回NEW FACE グラビアアイドルオーディション」でグランプリを受賞し、「小川清乃」の芸名で同事務所に所属。
- その後ホリエージェンシーを退所しラピス プランニングに移籍するが、2008年7月31日に退所し活動休止(充電期間)。
- 2008年9月からウィザード・ファクトリーに移籍し活動再開した。

## 出演

### 映画
- 萌えよ!剛拳（2005年 秋）
- 輪廻（2006年）

### TV
- TBS「天国に一番近い男」
- EX「全力坂」
- CX「めざましテレビ」
- CX「お台場冒険王」
- CX「THEわれめDEポン」
- CX「はねるのトびら」
- TX「シブスタ」
- TX「教えて!ウルトラ実験隊」
- TVK「アイドル☆レボリューション」
- はねるのトびらオクテだらけの大運動会(2008年10月22日)オクテ芸人たちのチアガールとして。

　　　
他多数

### 舞台
- 劇団土下座　
  - 月夜（2005年秋）　
  - 再起動（2006年1月）
- 東京美少女学園
  - 101匹萌えタン

### ラジオ
- USEN「ASIAN美少女ファイル」(準レギュラー)
- FM葛飾「村山ひとしのキャラリンパ!」

### 雑誌
- 週刊現代
- 週刊ヤングマガジン
- 週刊少年マガジン
- BOMB
- 週刊ヤングサンデー
- 週刊ヤングチャンピオン
- スコラ
- ザ・ベスト MAGAZINE
- 週刊実話
- 新車王
- ガールズフラッシュ
- ビージーン
- Dr.ピカソ
- 週刊少年チャンピオン
- オートバイ
- 月刊カメラマン (07.07～どっちのレンズショー・レギュラー)

他多数

## 作品

### DVD
- 小川清乃 「キミと一緒」 （イーネット･フロンティア、2005年03月15日）
- 小川清乃 「Anniversary」（ビーエムドットスリー、2005年06月25日）
- 清乃、秦みずほ、栗原まゆ、山口美羽 「制 Girls学園 VOL.1 －オムニバス－」 （CHARABOY、2007年04月06日）
- 清乃 「Dreaml Passport ～夢のはじまり～」（TRICO、2008年05月22日）
- 清乃 「フクラミ 」(彩文館出版、2009年02月25日)
- 清乃 「em volta」(TMC、2009年05月07日)
- 清乃 「Dreaming ～夢の途中～ 」(TRICO、2009年12月19日)